# 4047 Chang'E
4047 Chang'E este un asteroid din centura principală, descoperit pe 8 octombrie 1964, la Observatorul Zijinshan.